# Abdenago
Abdenago  è un nome proprio di persona italiano maschile.

## Varianti
- Maschili: Abdenego

### Varianti in altre lingue
- Catalano: Abdenac[4]
- Ebraico: עֲבֵד־נְגוֹ ('Aved-Nego)[5]
- Greco biblico: Abdenago[2]
- Inglese: Abednego[5]
- Latino: Abdenago[1][2]
- Spagnolo: Abdénago[4]

## Origine e diffusione
Nome di origine accadica; è composto da ebed (o ebd, "servo", radice presente anche in Abdia, Abdiele, Abdon e Abdieso), e Nebo, e significa "servo di Nebo", una divinità babilonese della saggezza che è richiamata anche da nomi quali Nabor e Nabucodonosor.
Si tratta di un nome di tradizione biblica, presente in Da 1:6-7, dove Azaria, un compagno di Daniele, viene rinominato Abdenago dai babilonesi. In italiano moderno gode di scarsa diffusione, ed è attestato sporadicamente solo in Toscana e in Emilia-Romagna.

## Onomastico
L'onomastico si può festeggiare il 17 dicembre in memoria del già citato Azaria, chiamato anche Abdenago, deportato con Daniele, Anania e Misaele.

## Persone

### Variante Abednego
- Abednego Matilu, velocista keniota
- Abednego Tetteh, calciatore ghanese